# اردوگاه کار اجباری آمرسفورت
اردوگاه کار اجباری آمرسفورت (به هلندی: Kamp Amersfoort، به آلمانی: Durchgangslager Amersfoort) اردوگاهی نازی برای کار اجباری در آمرسفورت هلند بود که با نام رسمی «اردوگاه انتقالی پلیس آمرسفورت» فعالیت می‌کرد. میان سال‌های ۱۹۴۱ تا ۱۹۴۵، ۳۷۰۰۰ زندانی در آنجا نگهداری می‌شدند. این اردوگاه در بخش جنوبی آمرسفورت، در مرز شهرداری میان آمرسفورت و لئوسدن در مرکز هلند واقع شده بود.